# Västerstrands AIK
Västerstrands AIK (VAIK) är en idrottsförening i Karlstad i Sverige. Västerstrands AIK bildades den 11 oktober 1940, och bedriver för tillfället (2023) bandyverksamhet för flickor och damer. Damlaget har vunnit svenska mästerskapet 1991, 1992, 1994, 1997, 2001 och 2002.

## Föreningen
- Damlaget[2]
  - Seniorlag
  - Seriespel i Damallsvenskan syd (2017-18)
- F-17[3]
  - Juniorlag
  - Seriespel i Flickallsvenskan mitt (2017-18)
- F-10/12[4]
  - Juniorlag
  - Poolspel
- Bandyskolan[5]
- Veteran[6]

### Fotnoter
1. ↑  ”Damer”. Svenska Bandyförbundet. http://iof1.idrottonline.se/SvenskaBandyforbundet/BANDYFINALEN/HISTORIK/Svenskamastare/Damer/. Läst 15 mars 2015.
2. ↑  ”Damlaget”. Västerstrands AIK. Arkiverad från originalet den 16 december 2017. https://web.archive.org/web/20171216034618/http://www.vaik.nu/varalag/Damlaget/. Läst 15 december 2017.
3. ↑  ”F-17”. Västerstrands AIK. Arkiverad från originalet den 16 december 2017. https://web.archive.org/web/20171216034612/http://www.vaik.nu/varalag/F-17/. Läst 15 december 2017.
4. ↑  ”F10-F12”. Västerstrands AIK. Arkiverad från originalet den 16 december 2017. https://web.archive.org/web/20171216034624/http://www.vaik.nu/varalag/F10-F12/. Läst 15 december 2017.
5. ↑  ”FlickBandyskolan”. Västerstrands AIK. Arkiverad från originalet den 16 december 2017. https://web.archive.org/web/20171216034615/http://www.vaik.nu/varalag/FlickBandyskolan/. Läst 15 december 2017.
6. ↑  ”VAIK Veteran”. Västerstrands AIK. Arkiverad från originalet den 16 december 2017. https://web.archive.org/web/20171216034552/http://www.vaik.nu/varalag/VAIKVeteran/. Läst 15 december 2017.